# 埃莉·科尔

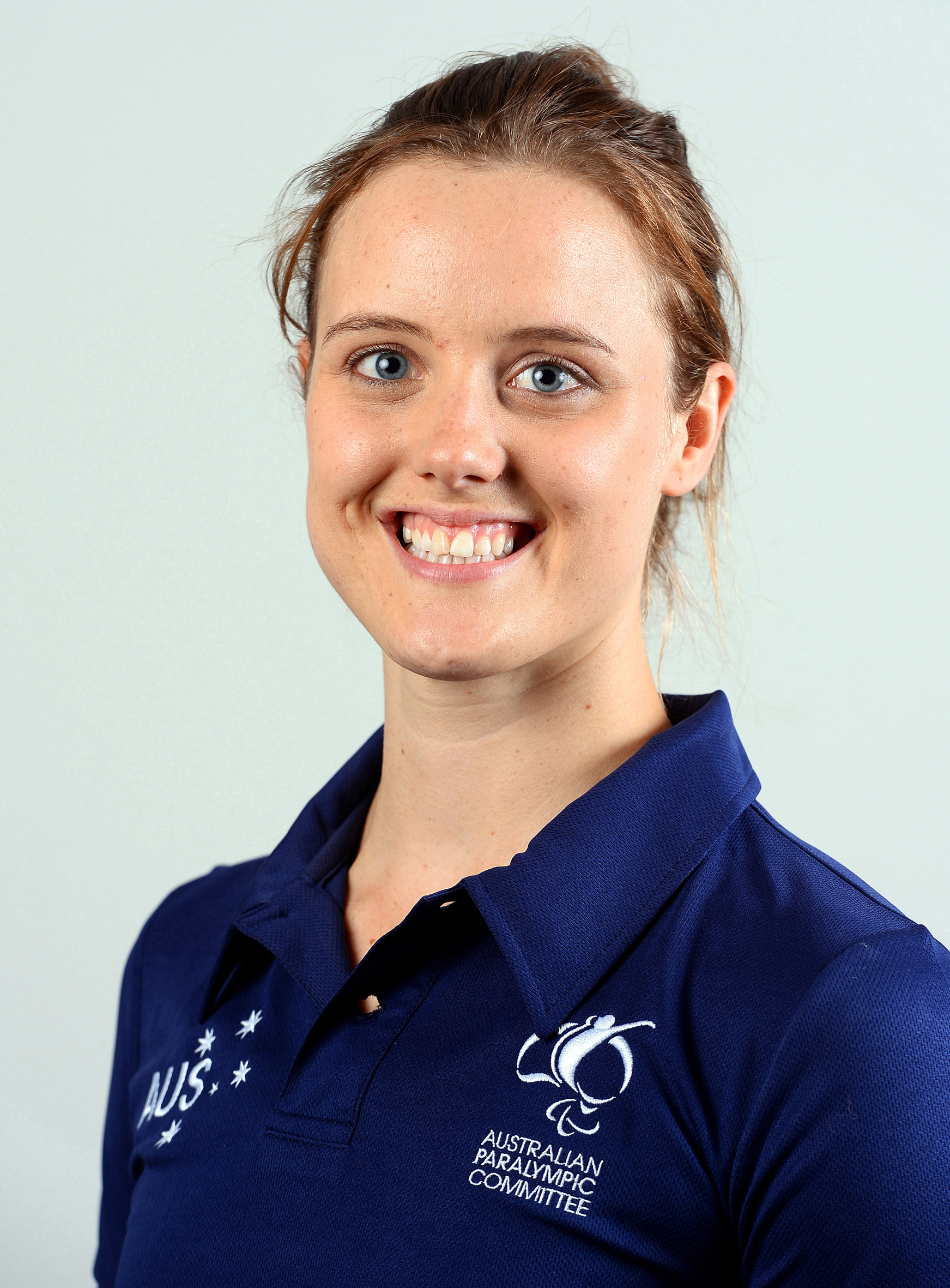
埃莉·科尔

埃莉·科尔（英語：Ellie Cole，1991年12月12日—），澳大利亚女子游泳运动员。她曾代表澳大利亚参加2008年、2012年、2016年和2020年夏季残疾人奥林匹克运动会游泳比赛，获得六枚金牌、五枚银牌和六枚铜牌。